# Eero Haapala
Eero Haapala. född den 10 juni 1989 i Jalasjärvi, är en finländsk längdhoppare som innehar det finländska rekordet i längdhoppning inomhus, 811 cm. Detta resultat presterade han vid tävlingar i Björneborg den 26 januari 2013.
Utomhus har Haapala hoppat 789 cm. Hans personbästa på 100 meter är 10,59. Båda dessa resultat är från år 2012.
Haapala representerar klubben Ikaalisten Urheilijat från Ikalis (finska: Ikaalinen).

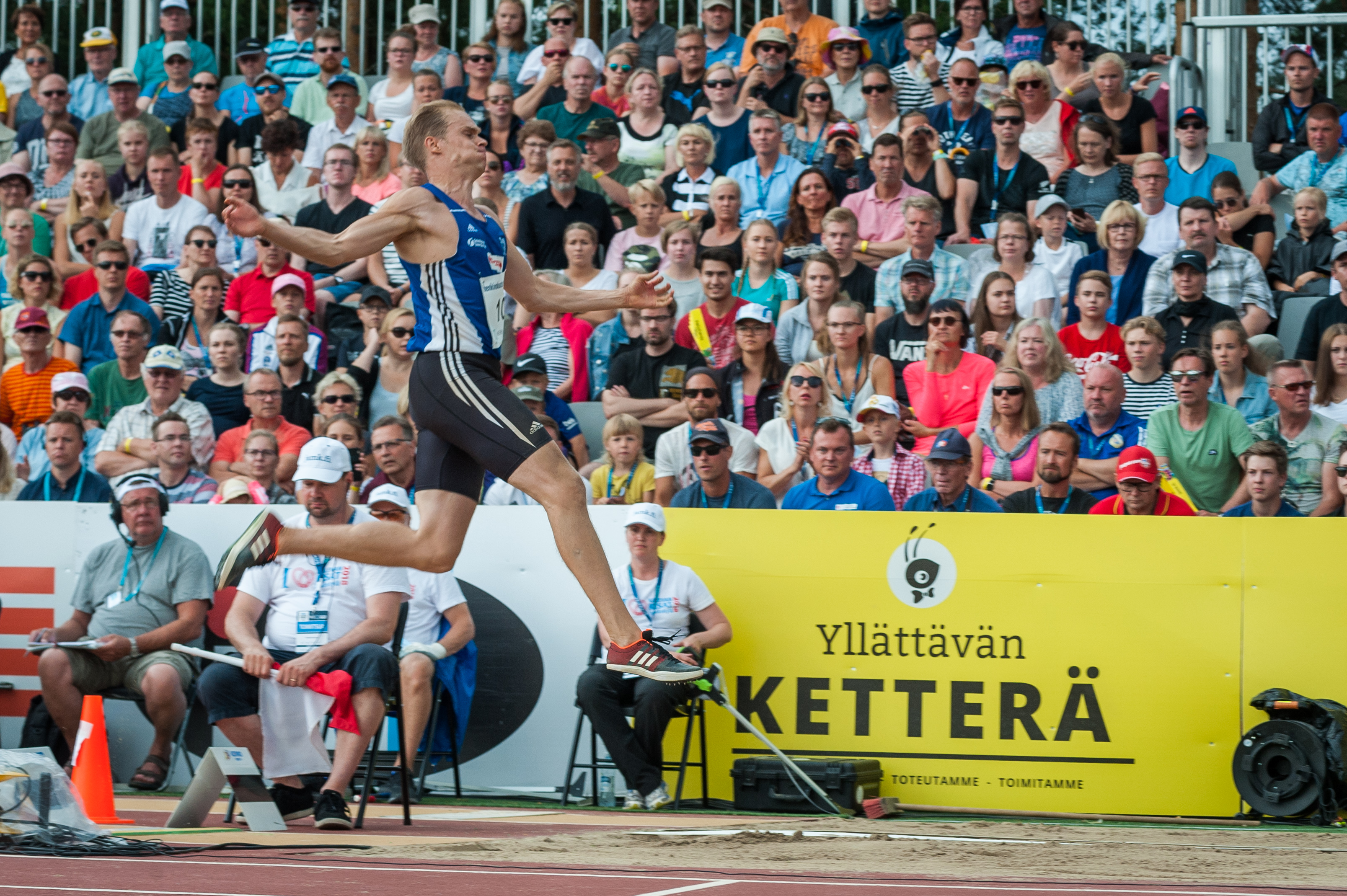
Eero Haapala 2018

Det tidigare finländska rekordet i längdhoppning inomhus, 808 cm, innehades av Jarmo Kärnä och presterades år 1989.
I sin första stora internationella tävling, inomhus-EM i Göteborg 2013, slutade Haapala fjärde i finalen med resultatet 805.